# Arlo Guthrie
Arlo Davy Guthrie (* 10. července 1947) je americký folkový písničkář. Stejně jako jeho otec Woody Guthrie, je znám svými protest songy proti sociální nespravedlnosti. Jeho nejznámějším dílem je debutová „Alice's Restaurant Massacree“, satirická recitovaná píseň (tzv. talking blues), která se stala hymnou oslav dne Díkůvzdání. Jeho píseň „Massachusetts“ byla vybrána jako oficiální folková píseň státu, kde prožil většinu svého života.
V roce 1969 vystoupil na legendárním festivalu Woodstock.

## Mládí
Narodil se v Brooklynu v New Yorku, jeho rodiči byli folkový zpěvák a písničkář Woody Guthrie a Marjorie Mazia Guthrieová. Jeho sestrou je hudební producentka Nora Guthrieová. Matka byla profesionální tanečnice v souboru Marthy Grahamové; založila Výbor pro boj s Huntingtonovou chorobou, na kterou v roce 1967 zemřel její manžel Woody. Otec Arla Guthrieho byl z protestantské rodiny a matka z židovské. Babička z matčiny strany byla židovská básnířka Aliza Greenblattová.

## Dílo

### Diskografie
- Alice's Restaurant (1967)
- Arlo (1968)
- Running Down the Road (1969)
- Alice's Restaurant Soundtrack (1969)
- Washington County (1970)
- Hobo's Lullaby (1972)
- Last of the Brooklyn Cowboys (1973)
- Arlo Guthrie (1974)
- Together in Concert (1975), s Petem Seegerem (2 record set), Warner/Reprise
- Amigo (1976)
- The Best of Arlo Guthrie (1977)
- One Night (1978)
- Outlasting the Blues (1979)
- Power of Love (1981)
- Precious Friend (1982), s Petem Seegerem (2 record set), Warner/Reprise
- Someday (1986)
- All Over the World (1991)
- Son of the Wind (1992)
- 2 Songs (1992)
- More Together Again (1993), s Petem Seegerem (2 record set)
- Alice's Restaurant: The Massacree Revisited (1996)
- Mystic Journey (1996)
- This Land Is Your Land: An All American Children's Folk Classic (1997)
- Till We Outnumber 'Em (2000) – various artists, live program hosted by Arlo
- Banjoman: a tribute to Derroll Adams (2002)
- Live In Sydney (2005)
- In Times Like These (2007)
- 32¢ Postage Due (2008)
- Tales Of '69 (2009)[1]

### Vybraná filmografie
- Alice's Restaurant (1969)
- Renaldo and Clara (1978)
- Baby's Storytime (1989)
- Roadside Prophets (1992)